# 甚目寺町
甚目寺町（日语：／ Jimokuji chō */?）是過去位於日本愛知縣名古屋市西北側的行政區劃，已於2010年與美和町、七寶町合併成海部市。
名稱源自於町內已有超過千年歷史的甚目寺。

## 歷史
過去在令制國時代屬於尾張國海東郡，六世紀末時在現在東北部的區域建立了甚目寺，12世紀後甚目寺的東側開始發展為宿場町－萱津宿。
16世紀織田信長自尾張崛起期間，為統一尾張曾在萱津此地與清洲織田家在此展開萱津之戰。
在江戶時代大部分區域都是尾張藩的領地，僅小部分區域為尾張藩御附家老成瀨氏犬山藩的領地。
19世紀明治維新實施廢藩置縣後，這些區域最初分別改隸屬名古屋縣及犬山縣，不過在1871年的第一次府縣整併後全數被併入名古屋縣，四個月後名古屋縣即被更名為愛知縣。
1889年日本實施町村制，甚目寺町轄區在當時分屬萱津村、甚目寺村、白鷹村、東今宿村、新居屋村、春富村、森村共七個行政區劃；在1906年愛知縣的町村整併後，被合併為新設立的甚目寺村，1932年升格為甚目寺町，直到2000年代日本政府開始推動平成大合併時，最初在愛知縣政府的規劃下，甚目寺町和七寶町、美和町、大治町一同討論四町合併的可能性，不過大治町很快地就退出合併，因此最終與七寶町、美和町在2009年取得合併的共識，並在2010年合併為海部市。

### 變遷表
| 1889年10月1日 | 1889年 - 1944年                     | 1889年 - 1944年             | 1889年 - 1944年           | 1945年 - 1954年           | 1955年 - 1989年       | 1989年 - 現在              | 現在                       |
| ------------- | ----------------------------------- | --------------------------- | ------------------------- | ------------------------- | --------------------- | -------------------------- | -------------------------- |
| 篠田村        | 篠田村                              | 1906年7月1日 合併為美和村   | 1906年7月1日 合併為美和村 | 1906年7月1日 合併為美和村 | 1958年1月1日 美和町   | 2010年3月22日 合併為海部市 | 2010年3月22日 合併為海部市 |
| 正則村        |                                     | 1906年7月1日 合併為美和村   | 1906年7月1日 合併為美和村 | 1906年7月1日 合併為美和村 | 1958年1月1日 美和町   | 2010年3月22日 合併為海部市 | 2010年3月22日 合併為海部市 |
| 金賀木村      | 1890年12月17日 更名為海東郡蜂須賀村 | 1906年7月1日 合併為美和村   | 1906年7月1日 合併為美和村 | 1906年7月1日 合併為美和村 | 1958年1月1日 美和町   | 2010年3月22日 合併為海部市 | 2010年3月22日 合併為海部市 |
| 沖之島村      | 1890年10月1日 合併為寶村            | 1906年7月1日 合併為七寶村   | 1906年7月1日 合併為七寶村 | 1906年7月1日 合併為七寶村 | 1966年4月1日 七寶町   | 2010年3月22日 合併為海部市 | 2010年3月22日 合併為海部市 |
| 遠島村        | 1890年10月1日 合併為寶村            | 1906年7月1日 合併為七寶村   | 1906年7月1日 合併為七寶村 | 1906年7月1日 合併為七寶村 | 1966年4月1日 七寶町   | 2010年3月22日 合併為海部市 | 2010年3月22日 合併為海部市 |
| 安松村        | 1890年10月1日 合併為寶村            | 1906年7月1日 合併為七寶村   | 1906年7月1日 合併為七寶村 | 1906年7月1日 合併為七寶村 | 1966年4月1日 七寶町   | 2010年3月22日 合併為海部市 | 2010年3月22日 合併為海部市 |
| 秋竹村        | 1890年10月1日 合併為井和村          | 1906年7月1日 合併為七寶村   | 1906年7月1日 合併為七寶村 | 1906年7月1日 合併為七寶村 | 1966年4月1日 七寶町   | 2010年3月22日 合併為海部市 | 2010年3月22日 合併為海部市 |
| 桂村          | 1890年10月1日 合併為井和村          | 1906年7月1日 合併為七寶村   | 1906年7月1日 合併為七寶村 | 1906年7月1日 合併為七寶村 | 1966年4月1日 七寶町   | 2010年3月22日 合併為海部市 | 2010年3月22日 合併為海部市 |
| 下田村        | 1890年10月1日 合併為井和村          | 1906年7月1日 合併為七寶村   | 1906年7月1日 合併為七寶村 | 1906年7月1日 合併為七寶村 | 1966年4月1日 七寶町   | 2010年3月22日 合併為海部市 | 2010年3月22日 合併為海部市 |
| 川部村        | 1890年10月1日 合併為井和村          | 1906年7月1日 合併為七寶村   | 1906年7月1日 合併為七寶村 | 1906年7月1日 合併為七寶村 | 1966年4月1日 七寶町   | 2010年3月22日 合併為海部市 | 2010年3月22日 合併為海部市 |
| 伊福村        | 1890年10月1日 合併為伊福村          | 1906年7月1日 合併為七寶村   | 1906年7月1日 合併為七寶村 | 1906年7月1日 合併為七寶村 | 1966年4月1日 七寶町   | 2010年3月22日 合併為海部市 | 2010年3月22日 合併為海部市 |
| 鷹居村        | 1890年10月1日 合併為伊福村          | 1906年7月1日 合併為七寶村   | 1906年7月1日 合併為七寶村 | 1906年7月1日 合併為七寶村 | 1966年4月1日 七寶町   | 2010年3月22日 合併為海部市 | 2010年3月22日 合併為海部市 |
| 德實村        | 1890年10月1日 合併為伊福村          | 1906年7月1日 合併為七寶村   | 1906年7月1日 合併為七寶村 | 1906年7月1日 合併為七寶村 | 1966年4月1日 七寶町   | 2010年3月22日 合併為海部市 | 2010年3月22日 合併為海部市 |
| 鯰橋村        | 1890年10月1日 合併為伊福村          | 1906年7月1日 合併為七寶村   | 1906年7月1日 合併為七寶村 | 1906年7月1日 合併為七寶村 | 1966年4月1日 七寶町   | 2010年3月22日 合併為海部市 | 2010年3月22日 合併為海部市 |
| 下之森村      | 1890年10月1日 合併為伊福村          | 1906年7月1日 合併為七寶村   | 1906年7月1日 合併為七寶村 | 1906年7月1日 合併為七寶村 | 1966年4月1日 七寶町   | 2010年3月22日 合併為海部市 | 2010年3月22日 合併為海部市 |
| 萱津村        | 萱津村                              | 1906年7月1日 合併為甚目寺村 | 1932年8月1日 甚目寺町     | 1932年8月1日 甚目寺町     | 1932年8月1日 甚目寺町 | 2010年3月22日 合併為海部市 | 2010年3月22日 合併為海部市 |
| 甚目寺村      |                                     | 1906年7月1日 合併為甚目寺村 | 1932年8月1日 甚目寺町     | 1932年8月1日 甚目寺町     | 1932年8月1日 甚目寺町 | 2010年3月22日 合併為海部市 | 2010年3月22日 合併為海部市 |
| 白鷹村        |                                     | 1906年7月1日 合併為甚目寺村 | 1932年8月1日 甚目寺町     | 1932年8月1日 甚目寺町     | 1932年8月1日 甚目寺町 | 2010年3月22日 合併為海部市 | 2010年3月22日 合併為海部市 |
| 東今宿村      |                                     | 1906年7月1日 合併為甚目寺村 | 1932年8月1日 甚目寺町     | 1932年8月1日 甚目寺町     | 1932年8月1日 甚目寺町 | 2010年3月22日 合併為海部市 | 2010年3月22日 合併為海部市 |
| 新居屋村      |                                     | 1906年7月1日 合併為甚目寺村 | 1932年8月1日 甚目寺町     | 1932年8月1日 甚目寺町     | 1932年8月1日 甚目寺町 | 2010年3月22日 合併為海部市 | 2010年3月22日 合併為海部市 |
| 春富村        |                                     | 1906年7月1日 合併為甚目寺村 | 1932年8月1日 甚目寺町     | 1932年8月1日 甚目寺町     | 1932年8月1日 甚目寺町 | 2010年3月22日 合併為海部市 | 2010年3月22日 合併為海部市 |
| 森村          |                                     | 1906年7月1日 合併為甚目寺村 | 1932年8月1日 甚目寺町     | 1932年8月1日 甚目寺町     | 1932年8月1日 甚目寺町 | 2010年3月22日 合併為海部市 | 2010年3月22日 合併為海部市 |

## 交通
鐵路名古屋鐵道津島線以東西向自町內通過，設有甚目寺車站，利用名古屋鐵道的列車無需轉乘可在半小時內抵達名古屋車站。

### 鐵路
- 名古屋鐵道
  - 津島線：（清須市） - 甚目寺車站 - （七寶町→）

## 觀光資源

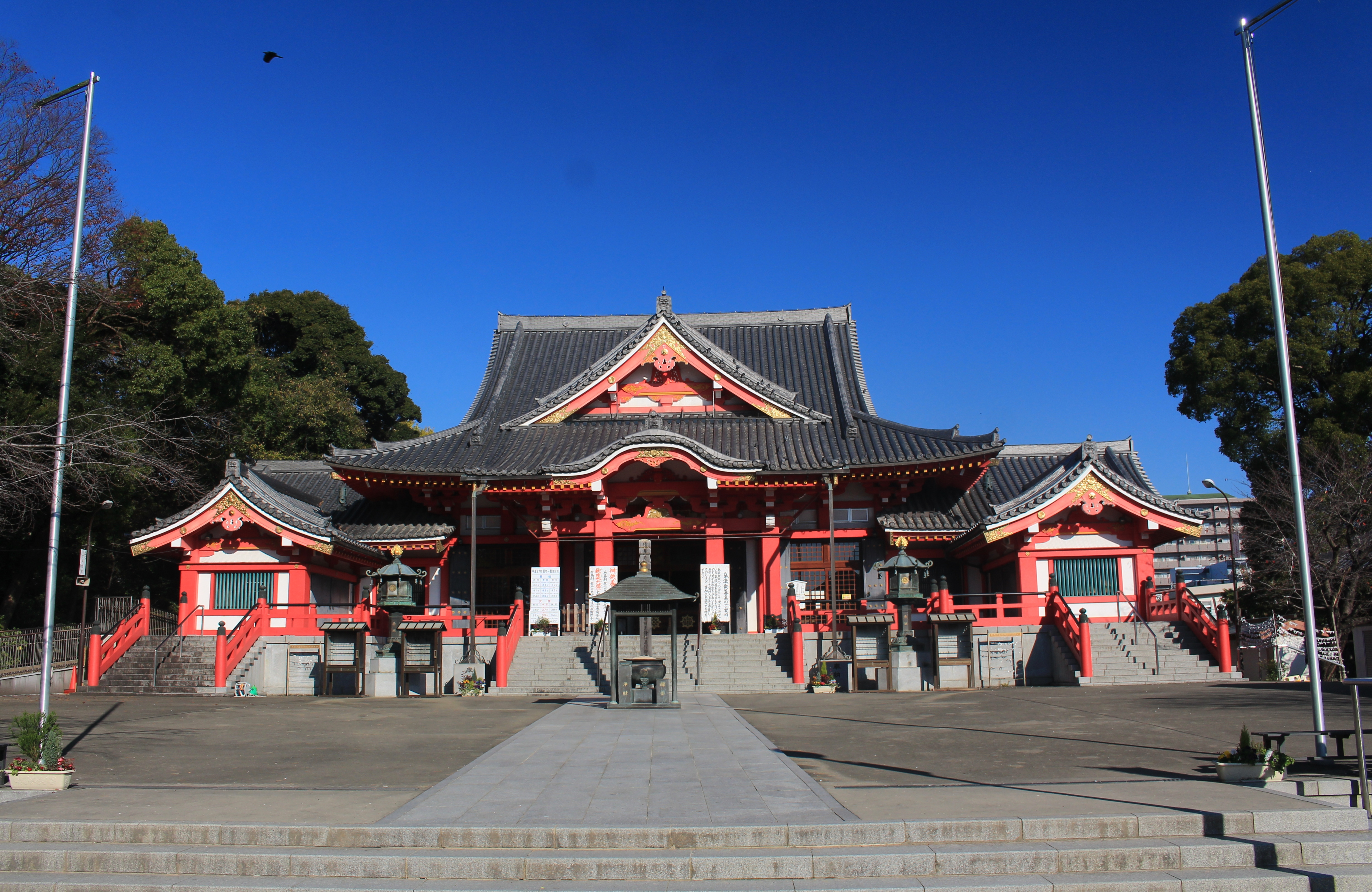
甚目寺本堂

甚目寺為真言宗智山派佛寺，其祭祀的本尊是聖觀音，因此常被稱為「甚目寺觀音」，傳說是597年時，伊勢的漁夫甚目龍麿在捕魚時打撈到的觀音像；目前寺內包括建於1196年的南大門、建於1627年三重塔、建於1634年的東門都已被列為國家重要文化財產。